# Triple Crown (Pferderennen)

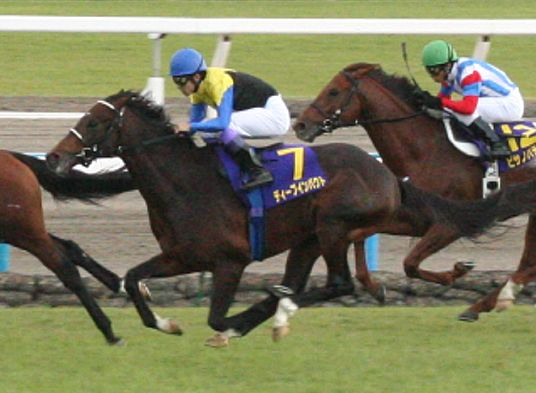
Deep Impact siegt im Kikuka Sho 2005 und gewinnt die japanische Triple Crown

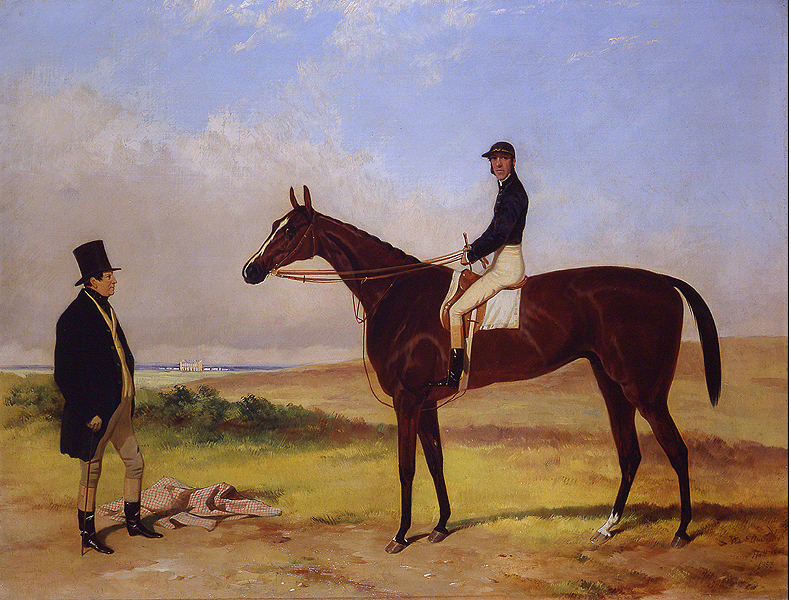
West Australian mit Jockey und Trainer, 1853 von Harry Hall (1814–1882)

Die Triple Crown des Pferderennsports (die „Dreifache Krone“) besteht aus dem Gewinn von drei klassischen Rennen für dreijährige Pferde. Der Gewinn aller drei Rennen ist die größte Herausforderung für ein Rennpferd, weil es damit seine Vielseitigkeit und Leistungsbeständigkeit über eine ganze Rennsaison beweist. Die Triple Crown gibt es in mehreren Ländern, so in Großbritannien, den USA, Kanada, Japan und Deutschland.
Nach einer alten englischen Turfweisheit gewinnt das frühreifste Pferd das „2.000-Guineas-Rennen“, das beste Pferd das „St. Leger“, aber das glücklichste Pferd das „Derby“.
In den letzten Jahren ist der Gewinn der „Dreifachen Krone“ selten geworden, da die meisten Pferde mittlerweile auf bestimmte Distanzen spezialisiert sind und es zum Beispiel in Großbritannien für einen Derbysieger inzwischen attraktivere und höher dotierte Rennen als das „St. Leger“ gibt („Prix de l’Arc de Triomphe“, „Breeders’ Cup“). 
Die „Dreifache Krone“ ist zumeist nur ein Ehrentitel. In den USA gibt es aber seit einigen Jahren einen Sonderbonus und auch in England hat eine große Buchmacherfirma vor einigen Jahren einen Sonderpreis von 1 Million £ für den Gewinner aller drei klassischen Rennen für Hengste in einem Jahr ausgelobt.

## Großbritannien

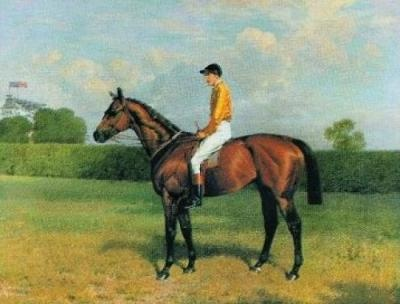
Ormonde, ungeschlagener britischer Triple Crown Gewinner von 1886

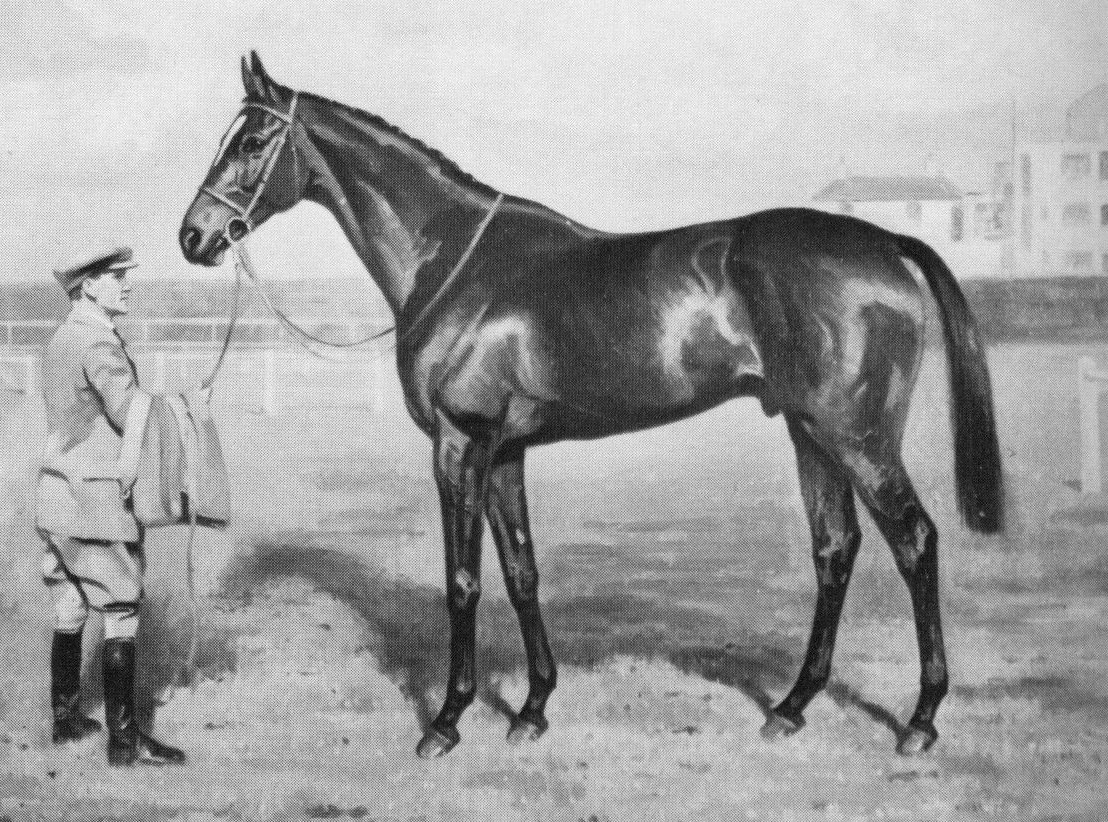
Braham, der ungeschlagene britische Triple Crown-Gewinner von 1935

In Großbritannien gehören folgende Rennen zur Triple-Crown-Serie:
- „The Two Thousand Guineas Stakes“ in Newmarket Heath, Newmarket, Suffolk, 1609 m, Ende April,
- „The Derby Stakes“ in Epsom Downs, Epsom, Surrey, 2414 m, Anfang Juni,
- „The St. Leger Stakes“ in Town Moor, Doncaster, Yorkshire, etwa 2900 m, Mitte September.

Seitdem sie gewonnen werden kann (1809), haben nur 15 Pferde die Triple Crown in Großbritannien gewonnen. Nijinsky II ist erst das zweite Pferd, das seit dem Ersten Weltkrieg die Triple Crown gewonnen hat, und es erscheint unwahrscheinlich, dass dieses Ereignis noch einmal stattfindet. Nur die Pferde Nashwan (1989) und Camelot (2012) haben zwei der drei Rennen gewonnen. Sieger der Triple Crown Serie in Großbritannien sind:
| Jahr | Gewinner        | Jockey                                     | Trainer           | Besitzer               |
| ---- | --------------- | ------------------------------------------ | ----------------- | ---------------------- |
| 1853 | West Australian | Frank Butler                               | John Scott        | John Bowes             |
| 1865 | Gladiateur      | Harry Grimshaw                             | Tom Jennings, Sr. | Frédéric de Lagrange   |
| 1866 | Lord Lyon       | Harry Custance (R. Thomas, 2000 Guineas)   | James Dover       | Richard Sutton         |
| 1886 | Ormonde         | Fred Archer (George Barrett, 2000 Guineas) | John Porter       | 1. Duke of Westminster |
| 1891 | Common          | George Barrett                             | John Porter       | Frederick Johnstone    |
| 1893 | Isinglass       | Tommy Loates                               | James Jewitt      | Harry McCalmont        |
| 1897 | Galtee More     | Charles Wood                               | Sam Darling       | John Gubbins           |
| 1899 | Flying Fox      | Morny Cannon                               | John Porter       | 1. Duke of Westminster |
| 1900 | Diamond Jubilee | Herbert Jones                              | Richard Marsh     | HRH Prince of Wales    |
| 1903 | Rock Sand       | Danny Maher (Skeets Martin, 2000 Guineas)  | George Blackwell  | Sir James Miller       |
| 1915 | Pommern         | Steve Donoghue                             | Charles Peck      | Solly Joel             |
| 1917 | Gay Crusader    | Steve Donoghue                             | Alec Taylor, Jr.  | Alfred Cox             |
| 1918 | Gainsborough    | Joe Childs                                 | Alec Taylor, Jr.  | Lady James Douglas     |
| 1935 | Bahram          | Freddie Fox (Charlie Smirke, St. Leger)    | Frank Butters     | Aga Khan III.          |
| 1970 | Nijinsky        | Lester Piggott                             | Vincent O’Brien   | Charles Engelhard      |

### Fillies Triple Crown

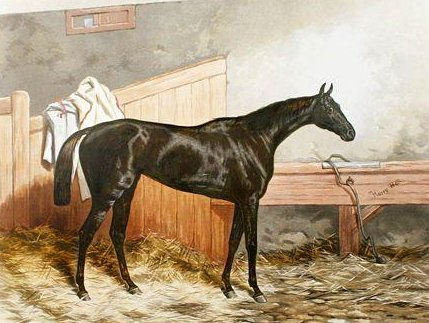
Formosa, Triple Crown Gewinnerin von 1868, gemalt von Harry Hall

Eine Variante der Triple Crown ist die „Dreifache Krone“ für Stuten, wobei das erste Rennen das Stutenderby, die Epsom Oaks sind. Die zweite Prüfung ist das 1000-Guineas-Rennen, ebenfalls ein Stutenrennen. Der Abschluss der Fillies Triple Crown ist das für Hengste und Stuten offene St. Leger Stakes. Es kann also in einem Jahr nur entweder einen Triple Crown Gewinner oder eine Fillies Triple Crown-Gewinnerin geben. In der Vergangenheit wurde diese Kombination dennoch nicht als wahre Dreifache Krone angesehen, so dass die besten Stuten oft auch noch das Derby und die Two Thousand Guineas liefen. Das ist inzwischen nicht mehr üblich, so dass die Fillies Triple Crown inzwischen als gleichwertig zur Triple Crown gilt.
Siegerinnen der Fillies Triple Crown sind:
| Jahr | Gewinnerin   | Kommentar                                                                    |
| ---- | ------------ | ---------------------------------------------------------------------------- |
| 1868 | Formosa      | siegte in einem toten Rennen gemeinsam mit Moslem in den 2000 Guineas Stakes |
| 1871 | Hannah       |                                                                              |
| 1874 | Apology      | siegte auch im Ascot Gold Cup                                                |
| 1892 | La Fleche    | siegte auch im Ascot Gold Cup                                                |
| 1902 | Sceptre      | siegte auch in den 2000 Guineas Stakes                                       |
| 1904 | Pretty Polly |                                                                              |
| 1942 | Sun Chariot  |                                                                              |
| 1955 | Meld         | [ 1 ]                                                                        |
| 1985 | Oh So Sharp  |                                                                              |

## Deutschland
In der Bundesrepublik Deutschland und im wiedervereinigten Deutschland besteht die Dreifache Krone aus den folgenden Rennen:
- Mehl-Mülhens-Rennen – German 2000 Guineas – (ehemaliges „Henckel-Rennen“), Köln, 1600 Meter – Gr. II
- German 1000 Guineas, Düsseldorf, 1600 Meter – Gr. II (Stuten)
- Deutsches Derby, Hamburg-Horn, 2400 Meter – Gr. I
- Deutsches St. Leger, Dortmund, 2800 Meter – Gr. II

Nur einmal konnte im Jahr 1979 das Pferd Königsstuhl (* 17. Mai 1976; † 1995) unter dem Jockey Peter Alafi den Titel für sich beanspruchen.

### DDR
In der DDR bestand die „Dreifache Krone“ aus den folgenden Rennen
- „Frühjahrszuchtpreis der Dreijährigen“
- „Derby der DDR“
- „Großer Herbstpreis der Dreijährigen“

und wurde von drei Pferden gewonnen:
| Jahr | Name     | Abstammung                          | Züchter        | Besitzer       | Trainer    |
| ---- | -------- | ----------------------------------- | -------------- | -------------- | ---------- |
| 1987 | Lomber   | Tiron – Lolita v. Zigeunersohn      | Gestüt Graditz | Gestüt Graditz | H. Schäfke |
| 1979 | Gidron   | Santamoss – Geografia v. Girst      | Gestüt Graditz | Gestüt Graditz | F. Borrack |
| 1955 | Faktotum | Harlekin – Frühlingssonne v. Lampos | Gestüt Graditz | Gestüt Graditz | R. Kortum  |

## Frankreich
Die französische Triple couronne für Hengste besteht aus:
1. Poule d’Essai des Poulains (französische 2000 Guineas, 1600 m, Longchamp)
2. Prix du Jockey Club (2100 m, Chantilly)
3. Grand Prix de Paris (2400 m, Longchamp, früher stattdessen Prix Royal-Oak)

Zwei Pferde gewannen die französische Triple couronne: Zut (1879) und Perth (1899)
Die französische Triple couronne für Stuten besteht aus:
1. Poule d’Essai des Pouliches (französische 1000 Guineas, 1600 m, Longchamp)
2. Prix de Diane (2100 m, Chantilly)
3. Prix Vermeille (2400 m, Longchamp)

Vier Stuten gewannen alle drei Rennen: Nikellora (1945), Corteira (1948), Allez France (1973), Zarkava (2008).

## Irland
Die irische Triple Crown besteht aus:
- Irische 2,000 Guineas, 1 Meile (1609 m) auf Grasbahn in Curragh
- Irisches Derby, 1+1⁄4 Meilen (2012 m) auf Grasbahn in Curragh
- Irisches St. Leger, 1+3⁄4 Meilen (2816 m) auf Grasbahn in Curragh

Nur zwei Pferde konnten die Triple Crown in Irland gewinnen, seit die irischen 2,000 Guineas 1921 zum ersten Mal ausgetragen wurden: Museum (1935) und Windsor Slipper (1942).

## USA

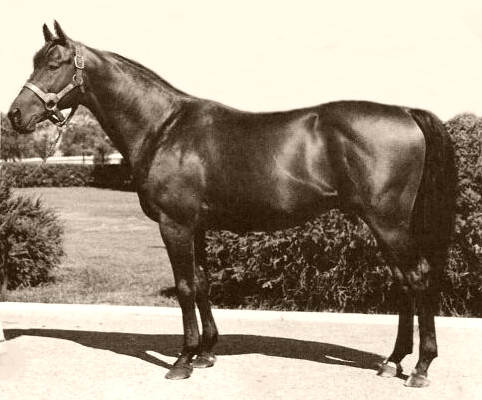
Citation, US-amerikanischer Triple Crown Gewinner von 1948

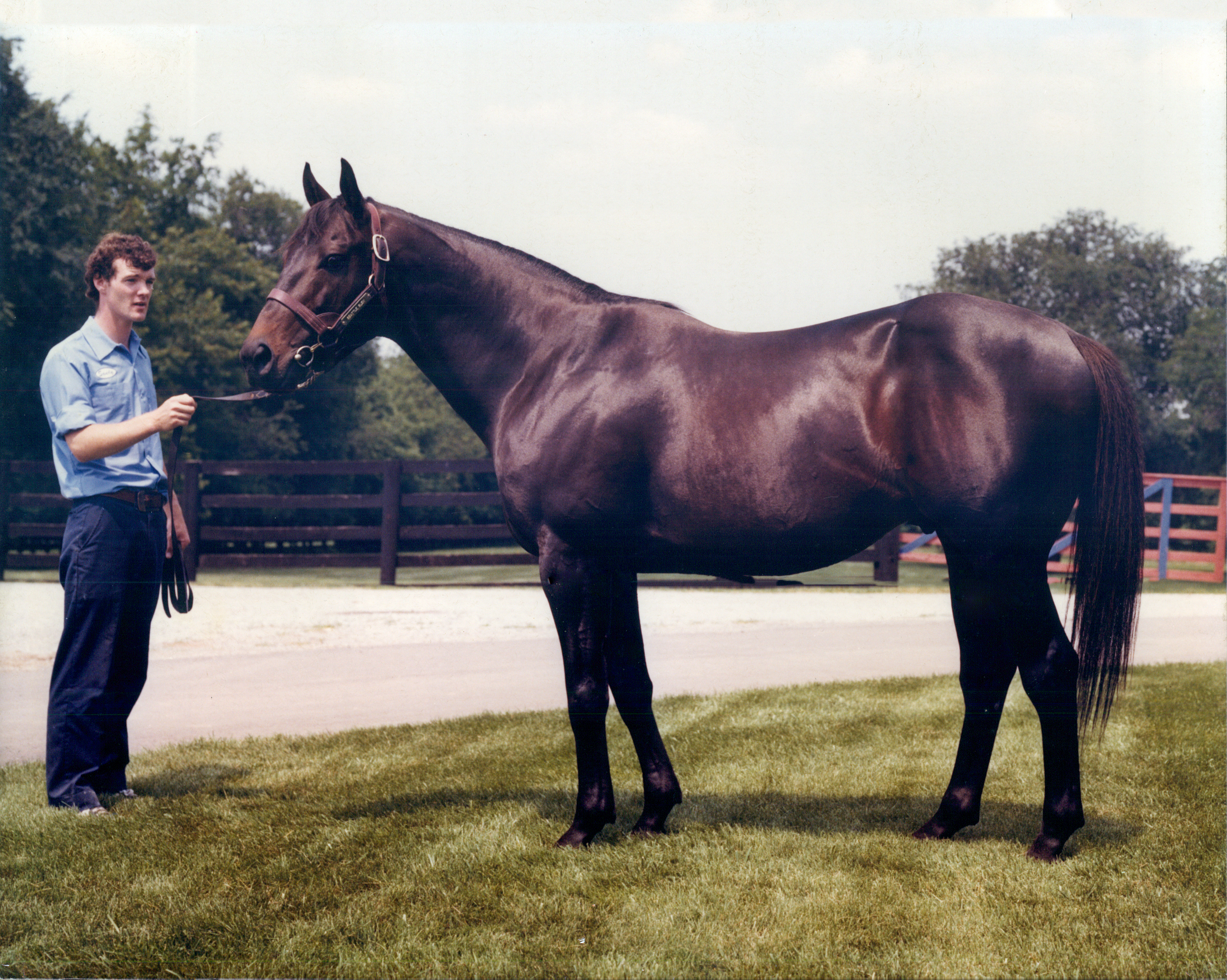
Seattle Slew, 1977 Triple Crown der USA

In den USA besteht die Triple Crown aus folgenden Rennen:
- Kentucky Derby at Churchill Downs in Louisville, Kentucky, 1,25 Meilen (2012 m), am ersten Samstag im Mai
- Preakness Stakes auf der Pimlico Rennbahn in Baltimore, Maryland, 1910 m, am dritten Samstag im Mai
- Belmont Stakes auf der Belmont Park Rennbahn in Elmont, New York, 2414 m, Anfang Juni

Die Triple Crown wird in den USA erst seit 1930 vergeben, die im gleichen Jahr an Gallant Fox ging. Die drei Rennen wurden allerdings schon vor 1900 ausgetragen. Nur 13 Pferde konnten alle drei Rennen gewinnen:
- 1919 – Sir Barton
- 1930 – Gallant Fox
- 1935 – Omaha
- 1937 – War Admiral
- 1941 – Whirlaway
- 1943 – Count Fleet
- 1946 – Assault
- 1948 – Citation
- 1973 – Secretariat
- 1977 – Seattle Slew
- 1978 – Affirmed
- 2015 – American Pharoah
- 2018 – Justify

Die „Triple Crown of Harness Racing for Trotters“ für Trabrennen besteht aus dem Hambletonian Stakes, dem Yonkers Trot und der Kentucky Futurity.

Die „Harness Racing's Pacing Triple Crown“ für Passrennen besteht aus dem Cane Pace, der Messenger Stakes und dem Little Brown Jug.

## Kanada
Seit 1959 gibt es die „Triple Crown des kanadischen Vollblutrennsports“, die aus den folgenden drei Rennen besteht:
- Queen’s Plate – abgehalten auf der Woodbine Pferderennbahn in Toronto im Juni
- Prince of Wales Stakes – abgehalten auf der Pferderennbahn von Fort Erie im Juli
- Breeders’ Stakes – wieder auf der Woodbine Pferderennbahn im August.

Sieben Dreijährige haben die kanadische Triple Crown gewonnen: New Providence (1959), Canebora (1963), With Approval (1989), Izvestia (1990), Dance Smartly (1991), Peteski (1993), Wando (2003).

## Japan

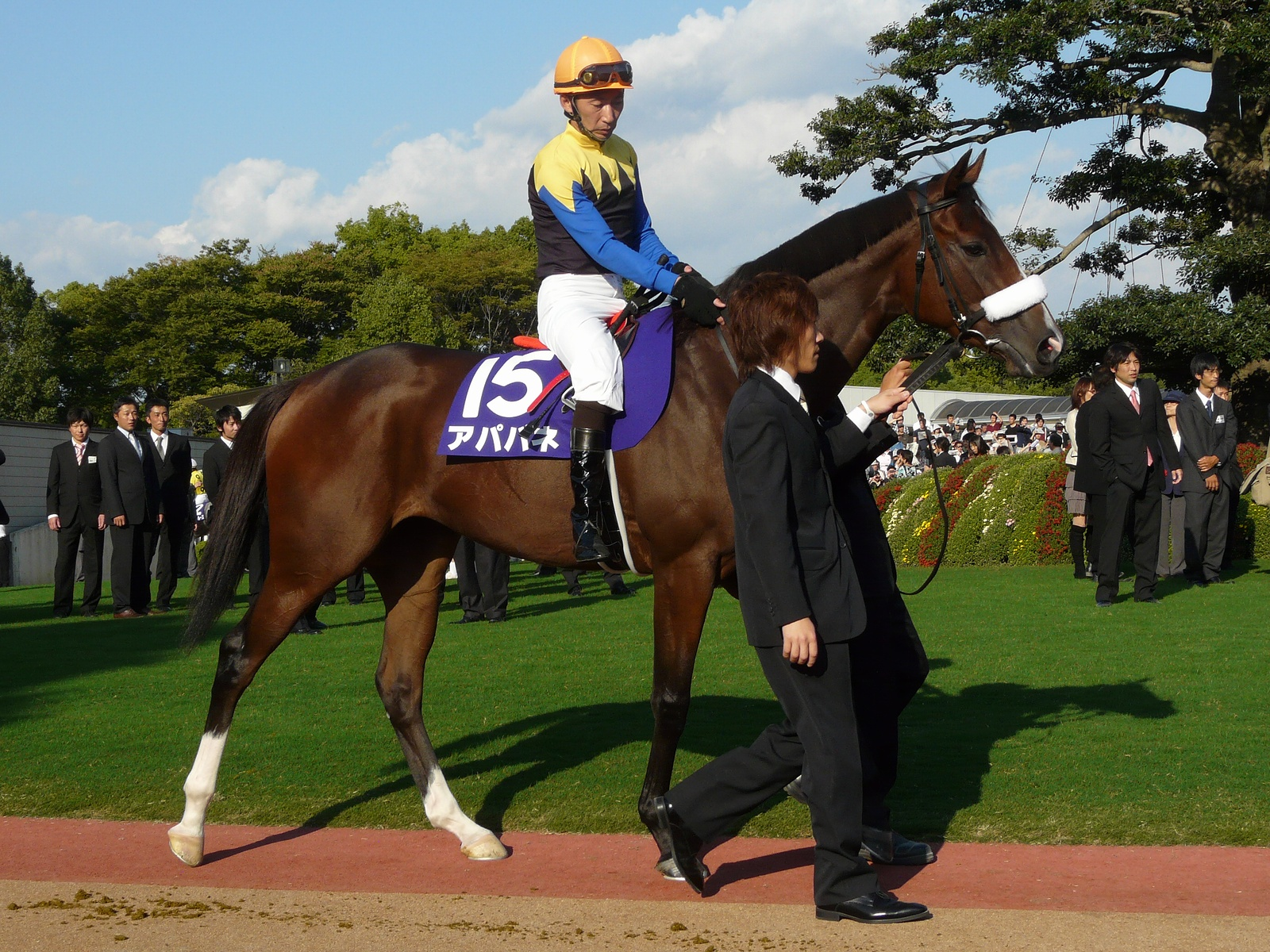
Apapane, japanische Stuten-Triple Crown-Gewinnerin von 2010

Japan hat zwei Triple Crowns (jap. 三冠, Sankan) – eine für dreijährige Hengste und Stuten und eine ausschließlich für Stuten.

### Japanische Triple Crown
1. Satsuki-shō (皐月賞; Japanische 2000 Guineas – 2000 m), auf der Pferderennbahn Nakayama in Funabashi, Chiba
2. Tōkyō Yūshun (東京優駿; Japanisches Derby – 2400 m), auf der Pferderennbahn Tokio in Fuchū, Tokio
3. Kikka-shō, auch Kikuka-shō (菊花賞; Japanisches St. Leger – 3000 m), auf der Pferderennbahn Kyōto in Kyōto

Die Triple Crown haben bisher sieben Pferde gewonnen:
- 1941 – St.Lite
- 1964 – Shinzan
- 1983 – Mr. C.B.
- 1984 – Symboli Rudolf
- 1994 – Narita Brian (von Brian’s Time – aus der Pacificus, von Northern Dancer)
- 2005 – Deep Impact (von Sunday Silence – aus der Wind in Her Hair, von Alzao)
- 2011 – Orfevre (von Stay Gold – aus der Oriental Art, von Mejiro McQueen)

### Japanische Stuten-Triple-Crown
1. Ōka-shō (桜花賞; Japanische 1000 Guineas), auf dem Hanshin Racecourse in Takarazuka
2. Yūshun Himba (優駿牝馬; Japanische Oaks), auf dem  Tokyo Racecourse in Fuchū, Tokyo
3. Shūka-shō (秋華賞; seit 1996), auf dem Kyoto Racecourse in Kyoto / Queen Elizabeth II Commemorative Cup (1976–1995)

Die japanische Stuten Triple Crown haben bisher vier Pferde gewonnen:
- 1986 Mejiro l’Amone (von Mogami – aus der Mejiro Hiryu, von Never Beat)
- 2003 Still in Love (von Sunday Silence – aus der Bradamante, von Roberto)
- 2010 Apapane (von King Kamehameha – aus der Salty Bid, von Salt Lake)
- 2012 Gentildonna (von Deep Impact – aus der Donna Blini, von Bertolini)